# Josimar Lima
Josimar Lima (ur. 2 sierpnia 1989 na São Vicente) – kabowerdeński piłkarz grający na pozycji środkowego obrońcy. Od 2016 roku jest zawodnikiem klubu FC Emmen.

## Kariera klubowa
Swoją karierę piłkarską Josimar rozpoczął w Holandii, w klubie Willem II Tilburg. W 2009 roku awansował do kadry pierwszego zespołu. W Eredivisie zadebiutował 8 listopada 2009 w przegranym 0:4 wyjazdowym meczu z NAC Breda. W Willem II rozegrał łącznie 3 mecze ligowe. W sezonie 2010/2011 spadł z nim do Eerste divisie.
Latem 2011 Josimar przeszedł do drugoligowego FC Dordrecht. Swój debiut z nim zaliczył 5 sierpnia 2011 w zremisowanym 0:0 domowym meczu z FC Volendam.
| Sezon   | Klub              | Kraj     | Rozgrywki      | Mecze | Bramki |
| ------- | ----------------- | -------- | -------------- | ----- | ------ |
| 2009/10 | Willem II Tilburg | Holandia | Eredivisie     | 1     | 0      |
| 2010/11 | Willem II Tilburg | Holandia | Eredivisie     | 2     | 0      |
| 2011/12 | FC Dordrecht      | Holandia | Eerste divisie | 23    | 1      |
| 2012/13 | FC Dordrecht      | Holandia | Eerste divisie | 30    | 5      |

## Kariera reprezentacyjna
W reprezentacji Republiki Zielonego Przylądka Josimar zadebiutował w 2010 roku. W 2013 roku został powołany do kadry na Puchar Narodów Afryki 2013.